# 司法獨立
司法獨立（Judicial independence）泛指一个國家的司法系统「在裁判上獨立」、「在制度上獨立」，是一個重要的法治基本精神和原則。

## 基本含義
司法獨立是法治之一個基本要素。司法獨立主要包含兩方面，即觀點上獨立和憲制上獨立。
裁判上獨立
指司法機構中的法官的判決必須根據法律及事實作出判斷，不受任何外在干預或影響。法官執行職務時，享有和繼續享有廣泛保障，不會因以法官身分審案時所作行為而負上民事責任。
制度上獨立
指在於保障審判體系實踐司法事務時，不受行政或立法部門不當控管，以內部有效運作來實踐制度上獨立。指司法權不僅獨立，且與立法機關及行政機關權力平等。例如：三權分立（中華民國為五權分立）。
司法人員任命方式及任期保障能夠確保司法獨立。現代各國保障司法獨立的方法，通常是法官一經聘用後，為使法官能安心地工作，行政和立法部門即不能輕易地解除法官職務或減少薪酬。此外，立法機關不得質疑法官已判之案。

## 各地情況

### 美国
美國聯邦政府自1789年成立以來，通過美國憲法體現三權分立和司法獨立。美利堅合眾國憲法第三條建立了美國聯邦政府的司法部門，不過技術上，這一條只明確設立聯邦最高法院，其它各個下級法院仍然需要立法機關再立法規定或設立，憲法還規定聯邦政府的司法權屬於聯邦法院系統，系統包括最高法院在國會所設立的各個下級法院在內。
美國總統擁有提名美國最高法院大法官的權力，大法官亦須獲得美國參議院同意才能就任，任期為終身制。現時美國最高法院大法官中保守派相比自由派多3名大法官，在未來數十年內美國司法部門的裁決將傾向於同樣屬於保守派的美國共和黨，由於共和黨參議院領袖支持在選舉年提名大法官，並在距離總統大選投票日不到40天的時間內，推動確認程序，遭到民主黨人批評「濫用權力」。因此大法官具有重要的司法和政治影響力，擁有影響行政、立法的權力。

### 英国
英國樞密院過往擔任司法系統的角色，但因樞密院成員均為英國上議院成員，加上英國政府是議行合一，有違權力分立。因此英國成立新的英國最高法院取代。

### 中華民國
中華民國自1912年成立以来，受到西方權力分立思潮的影響，大多數憲制性法律（如約法、憲法）及相關憲法草案均有保障司法獨立性之相關條款。其中少數憲制性法律更明定最高司法機關（最高法院或司法院）之人事須由國家元首提名經過國會同意後方可任命，進一步確保司法體系之獨立。但因中華民國大陸時期的司法體系早期受到民國軍閥的干涉，後期受到中國國民黨黨國體制的掌控，該些保障司法獨立性之條文並未落實。

1912年（民國元年）《中華民國臨時約法》
第五十一條　法官獨立審判，不受上級官廳之干涉。
1913年（民國二年）《天壇憲草》
第八十八條　法官獨立審判，無論何人，不得干涉之。
1914年（民國三年）《中華民國約法》
第四十五條　法院依法律獨立審判民事訴訟、刑事訴訟。但關於行政訴訟及其他特別訴訟，各依其本法之規定行之。
1923年（民國11年）《中華民國憲法》
第九十八條　最高法院院長之任命，須經參議院之同意。
第一百一條　法官獨立審判，無論何人不得干涉之。
1936年（民國25年）《五五憲草》
第七十七條　司法院設院長、副院長各一人，任期三年，由總統任命之。
第八十條　法官依法律獨立審判。
1946年（民國35年）《政協憲草》
第八四條　司法院設院長一人，大法官若干人，由總統提名，經監察院同意任命之。
第八五條　法官須超出於黨派以外，依據法律獨立審判。
1947年（民國36年）《中華民國憲法》
第七十九條　司法院設院長副院長各一人，由總統提名，經監察院同意任命之。
　　　　　　司法院設大法官若干人，掌理本憲法第七十八條規定事項，由總統提名，經監察院同意任命之。
第八十條　法官須超出黨派以外，依據法律獨立審判，不受任何干涉。

1949年中華民國政府遷臺以後，中國國民黨在臺灣繼續其黨國體制，並長期實施動員戡亂以及戒嚴等制度。在動員戡亂相關法規下，總統無連任限制，行使最高司法機關人事同意權之監察院長期未改選，被稱為「萬年國會」，《中華民國憲法》中保障司法獨立性之條文並未落實。
1990年代總統直接民選以及國會全面改選，最高司法機關之人事任命始受到人民之監督。另外並經由修憲授權成立「憲法法庭」處理違憲審查之事宜，進一步保障司法獨立性。

《中華民國憲法》
第八十條　法官須超出黨派以外，依據法律獨立審判，不受任何干涉。
《中華民國憲法增修條文》
第五條　司法院設大法官十五人，並以其中一人為院長、一人為副院長，由總統提名，經立法院同意任命之…
　　　　司法院大法官……組成憲法法庭審理總統、副總統之彈劾及政黨違憲之解散事項。

依照目前制度，司法院大法官由總統（國家元首）提名，經立法院（一院制國會）同意後任命，並有《憲法訴訟法》、《法官法》等法規以確保司法體制運作之獨立性。

### 中华人民共和国

#### 中央人民政府和各省、直辖市、自治区
中华人民共和国的國家政治制度為由中国共产党来领导各级政府机构，包含各级司法機關。自建國以來各時期的《中华人民共和国宪法》憲法中，有部份版本對於各级人民法院（人民检察院）的「审判权（检察权）独立」進行了規範。但在文化大革命期間，「审判权独立」相關條款被刪除，改為以「人民群眾」做為主導。
现行《中华人民共和国宪法》對各级人民法院（人民检察院）有「独立行使审判权（检察权），不受行政机关、社会团体和个人的干涉」之保障，但该条没有提及“政党”。纵使《宪法》有法院和检察院独立行使权力的表述，但中国共产党仍明确规定其对司法的领导，并设立专门的司法领导机关“政法委员会”。吕耿松曾在《北京之春》雜誌上撰文认为，政法委员会的存在本身即违反了《中华人民共和国宪法》……因此是個缺乏法律依据、破坏司法独立的违宪组织。

1954年《中华人民共和国宪法》
第七十八條　人民法院獨立進行審判，只服從法律。
第八十三條　地方各級人民檢察院獨立行使職權，不受地方國家機關的干涉。
1975年《中华人民共和国宪法》
第二十五条　最高人民法院、地方各级人民法院和专门人民法院行使审判权。…
　　　　　　检察和审理案件，都必须实行群众路线。
1978年《中华人民共和国宪法》
第四十一条　最高人民法院、地方各级人民法院和专门人民法院行使审判权。人民法院的组织由法律规定。
　　　　　　人民法院审判案件，依照法律的规定实行群众代表陪审的制度。
　　　　　　对于重大的反革命案件和刑事案件，要发动群众讨论和提出处理意见。
1982年《中华人民共和国宪法》
第一百二十六条　人民法院依照法律规定独立行使审判权，不受行政机关、社会团体和个人的干涉。
第一百三十一条　人民检察院依照法律规定独立行使检察权，不受行政机关、社会团体和个人的干涉。
2018年《中华人民共和国宪法》（2018年修正案）
第一百三十一条　人民法院依照法律规定独立行使审判权，不受行政机关、社会团体和个人的干涉。
第一百三十六条　人民检察院依照法律规定独立行使检察权，不受行政机关、社会团体和个人的干涉。

事实上，中华人民共和国反对西方的“司法独立”：
2017年1月14日，中华人民共和国最高人民法院院长周强在“全国高级法院院长会议”上强调，司法独立是西方错误思潮，要坚决抵制。他认为中華人民共和國的國體和政體與西方司法獨立不容：“如果实行西方司法独立，就意味着司法脱离党的领导，也就意味着对人民民主专政的否定。而在中国，如果离开党的领导，依法治国就会迷失方向，就不可能保证依法治国的社会主义法治性质”、“如果实行西方‘司法独立’，就意味着司法权与立法权和行政权平等，意味着全国人民代表大会将不再是人民行使国家权力的机关”。
2019年2月，中共中央总书记习近平在中央全面依法治国委员会首次会议上发言，指出必须坚持加强党对依法治国的领导，决不能走司法独立的路。他說：“要坚决抵制西方宪政民主、三权分立、司法独立等错误思潮影响，旗帜鲜明，敢于亮剑，坚决同否定中国共产党领导、诋毁中国特色社会主义法治道路和司法制度的错误言行作斗争，决不能落入西方错误思想和司法独立的陷阱，坚定不移走中国特色社会主义法治道路。”
2023年2月，中共中央办公厅、国务院办公厅印发的《关于加强新时代法学教育和法学理论研究的意见》明确指出，对“司法独立”“坚决反对和抵制”。

#### 特别行政区
中华人民共和国的兩個特别行政区（香港和澳門）依照各自的《基本法》，賦予兩地部份司法獨立的權力。但在《基本法》賦予人大釋法的權力下，香港和澳門並非完全地司法獨立。

《中華人民共和國香港特別行政區基本法》
第十九條　香港特別行政區享有獨立的司法權和終審權。
第八十五條　香港特別行政區法院獨立進行審判，不受任何干涉，司法人員履行審判職責的行為不受法律追究。
《中華人民共和國澳門特別行政區基本法》
第十九條　澳門特別行政區享有獨立的司法權和終審權。
第八十三條　澳門特別行政區法院獨立進行審判，祇服從法律，不受任何干涉。
第九十條　澳門特別行政區檢察院獨立行使法律賦予的檢察職能，不受任何干涉。

另外，自《港區國安法》在香港實施，所有審議國家安全案件的法官變成由行政長官指定，做法被指特區政府有可能干預法庭判案的嫌疑，與司法獨立原則背道而馳。加上香港國安委的決定不受司法覆核、律政司司長有權自行禁止陪審團參與違反《國安法》案件的聆訊、以及特定情況下國家安全案件會移交內地法院審理，香港司法權的獨立性會更進一步萎縮。

## 監督法官
司法独立并不意味着法官的判断过程不受监督和制约。对司法的监督和制约是必要。有观点认为，这种监督和制约一般都来自程序内部；比如，当事人的监督和制约、律师的监督和制约、检察官的监督和制约、陪审团的监督和制约、上诉法院的监督和制约、职业共同体内部同行的职业操守监督和制约等。

## 脚注
1. ↑  在中华人民共和国和中国共产党话语体系中，社会团体是有明确内涵的术语，并不包括“政党”，即中共和八个民主党派。

## 外部連結
- "Independence of the judiciary" - 搜索 Google 圖書
- "司法獨立" - 搜索 Google 圖書

- 司法獨立，並非司法獨裁
- 司法獨立在美國當前的問題及相關的背景
- 信任度調查　記者比法官可靠[永久]（臺灣媒體記者經常造假新聞，但是調查顯示法官及檢察官的可信度比記者低）
- 法治時報（页面存档备份，存于）（針對中華民國司法亂象有許多內幕報導）